# Niko
Niko je moško osebno ime.

## Izvor imena
Niko je različica moškega osebnega imena Nikolaj.

## Pogostost imena
Po podatkih Statističnega urada Republike Slovenije je bilo na dan 31. decembra 2007 v Sloveniji število moških oseb z imenom Niko: 1.385. Med vsemi moškimi imeni pa je ime Niko po pogostosti uporabe uvrščeno na 137. mesto.

## Osebni praznik
Osebe z imenom Niko lahko godujejo takrat kot osbe z imenom Nikolaj.

## Znane osebe
- Niko Grafenauer, slovenski pesnik
- Niko Kralj, slovenski arhitekt in oblikovalec